# Shrek 5
Shrek 5 là bộ phim hoạt hình máy tính của Hoa Kỳ thuộc thể loại hài kỳ ảo dựa trên quyển sách tranh Shrek! năm 1990 của tác giả William Steig. Phim được sản xuất bởi hãng DreamWorks Animation và do Universal Pictures phân phối. Đây là phần phim hậu truyện của Shrek Forever After (2010) và đồng thời là phần phim chính thứ năm cũng như phần phim tổng thể thứ bảy thuộc loạt phim Shrek. Phim được đạo diễn bởi Walt Dohrn và đồng đạo diễn là Brad Ableson với kịch bản được chấp bút bởi Michael McCullers. Vai trò sản xuất sẽ do CEO của Illumination là Chris Meledandri và Gina Shay đảm nhận. Mike Myers, Eddie Murphy và Cameron Diaz sẽ tiếp tục trở lại lồng tiếng cho các vai diễn cũ của họ lần lượt là Shrek, Donkey và Công chúa Fiona.
Shrek 5 được công chiếu tại các rạp phim ở Hoa Kỳ vào ngày 1 tháng 7, 2026.

## Lồng tiếng
- Mike Myers lồng tiếng vai Shrek[1]
- Eddie Murphy lồng tiếng vai Donkey[1]
- Cameron Diaz lồng tiếng vai Công chúa Fiona[1]

## Phát hành
Shrek 5 được công chiếu tại Hoa Kỳ vào ngày 1 tháng 7, 2026, 16 năm sau khi phần phim Forever After được phát hành và 25 năm sau khi phần phim gốc Shrek được ra mắt.
Là một phần trong thỏa thuận của Universal với Netflix, bộ phim sẽ được trình chiếu trên nền tảng Peacock trong bốn tháng đầu tiên, trước khi chuyển sang chiếu trên Netflix trong mười tháng tiếp theo và cuối cùng là trở về chiếu trên Peacock trong bốn tháng nữa.